# 米里茨县
米里茨县（Landkreis Müritz）是德国梅克伦堡-前波美拉尼亚州中南部曾经的一个县，县治米里茨湖畔瓦伦。
在2011年梅克伦堡-前波美拉尼亚州的县改革中，米里茨县与周边几个县和新勃兰登堡市合并为梅克伦堡湖区县，县治新勃兰登堡。

## 地理
米里茨县北面与代明县，东面与梅克伦堡-施特雷利茨县和新勃兰登堡市，南面与勃兰登堡州的东普里格尼茨-鲁平县，西面与帕尔希姆县，西北面与居斯特罗县相邻。